# Бурачок пустынный
Бурачо́к пусты́нный, или степно́й (лат. Alýssum desertórum) — однолетнее растение; вид рода Бурачок семейства Капустные (Brassicaceae).

## Название
Научное родовое название alyssum образовано от префикса лат. a- - "без", со значением отсутствия чего-либо, и корня др.-греч. λύσσα (lyssa) со значением "бешенство" (см. также Лисса). Некоторые виды бурачка использовались для лечения бешенства со времен Древнего Рима.
Происхождение русскоязычного родового названия бурачок неясно. В словаре Даля упоминается как самоназвание растения, но без раскрытия этимологии.
Видовой эпитет desertorum является сочетанием корня лат. dēsertus - "пустыня" и суффикса лат. -orum, образующим форму прилагательного от существительных. Русскоязычное название пустынный представляет собой смысловой перевод латинского.

## Ботаническое описание[8][4]
Однолетнее растение.
Стебель высотой (4)10—20 см, ветвистый от основания, серый от звёздчатых волосков.
Листья линейно-продолговатые, суженные к основанию.
Цветки собраны в кисть, удлиняющуюся при созревании плодов.  Цветоносы торчащие косо вверх, длиной 2—3,5 мм. Лепестки линейно-продолговатые, выемчатые, реже тупые, бледно-жёлтые, при отцветании почти белые, длиной 2,5—3 мм. Чашелистики красноватые, опадающие вскоре после начала цветения.
В пустыне цветёт в конце марта — апреле. Плодоносит в конце апреля — в мае. После плодоношения засыхает.

## Распространение и экология[8][4]
Вид среднеазиатского происхождения. Ареал охватывает Центральную Европу, Центральную и Восточную Турцию, Иран, Афганистан, Сирию, Индию, Гималайский регион, Балканский полуостров, Среднюю Азию, восточное Средиземноморье. На территории бывшего СССР встречается в Сибири, на Алтае, по всей Европейской части, на Кавказе.
Растёт на скалах, на открытых склонах гор и холмов, в равнинных степях – на песчаных почвах, на солонцеватых местах, сухих пастбищах, реже в сосновых борах и на их окраинах, по окраинам дорог и посевных угодий. Встречается на высоте до 1700 м над уровнем моря.

## Значение и применение
Данные о поедаемости сельскохозяйственными животными противоречивы. Некоторые авторы дают удовлетворительную или хорошую оценку. Другие считают плохо поедаемым или совсем не поедаемым. Если систематизировать имеющиеся данные, то поедаемость можно представить в таком виде. Овцы и козы, верблюды поедают удовлетворительно и хорошо. Крупно рогатый скот поедает плохо или в лучшем случае удовлетворительно. Лошади не едят или едят плохо. Лучше поедается до плодоношения, но есть данные о поедаемости после плодоношения. В сене поедается вполне удовлетворительно.

## Классификация
Вид первоначально был описан под названием Alyssum minimum, однако в гербарии Линнея под ним находится экземпляр Koniga maritima, вследствие чего растение было переименовано Отто Штапфом в Alyssum desertorum.

### Таксономия[18]
Alyssum desertorum Stapf, 1886, Denkschr. Kaiserl. Akad. Wiss., Wien. Math.-Naturwiss. Kl. 51: 33
Вид Бурачок пустынный относится к роду Бурачок (Alyssum) семейства Капустные (Brassicaceae) порядка Капустоцветные (Brassicales). Кладограмма в соответствии с Системой APG IV по состоянию на июнь 2023 года:
|  |                                      |  |                                   |                                   |                     |  | ещё 16 семейств | ещё 16 семейств |                   |  |  |  | еще 125 подтвержденных видов и 71 таксон, ожидающий подтверждения |
|  |                                      |  |                                   |                                   |                     |  | ещё 16 семейств | ещё 16 семейств |                   |  |  |  | еще 125 подтвержденных видов и 71 таксон, ожидающий подтверждения |
|  |                                      |  |                                   | порядок Капустоцветные            |                     |  |                 |                 | род Бурачок       |  |  |  |                                                                   |
|  |                                      |  |                                   | порядок Капустоцветные            |                     |  |                 |                 | род Бурачок       |  |  |  |                                                                   |
|  | отдел Цветковые, или Покрытосеменные |  |                                   |                                   | семейство Капустные |  |                 |                 | Бурачок пустынный |  |  |  |                                                                   |
|  | отдел Цветковые, или Покрытосеменные |  |                                   |                                   | семейство Капустные |  |                 |                 |                   |  |  |  |                                                                   |
|  |                                      |  | ещё 63 порядка цветковых растений | ещё 63 порядка цветковых растений |                     |  |                 | ещё 354 рода    | ещё 354 рода      |  |  |  |                                                                   |
|  |                                      |  |                                   | ещё 63 порядка цветковых растений |                     |  |                 |                 | ещё 354 рода      |  |  |  |                                                                   |

### Синонимы
- Alyssum desertorum f. argenteum  Beck
- Alyssum desertorum var. desertorum
- Alyssum desertorum var. himalayense  Dudley
- Alyssum desertorum var. himalayensis  T.R.Dudley
- Alyssum desertorum var. prostratum  Dudley
- Alyssum desertorum var. prostratum  T.R.Dudley
- Alyssum desertorum var. socolacicum  Plazibat
- Alyssum minimum  Willd.
- Alyssum sartorii  Heldr. ex Maire & Petitm.
- Alyssum turkestanicum var. desertorum  (Stapf) Botsch.